# Thompsonfaktorisering
Inom matematiken är en Thompsonfaktorisering, introducerad av Thompson (1966), en viss faktorisering av en ändlig grupp som en produkt av två delgrupper, vanligen  normalisatorer eller centrum av p-delgrupper för något primtal p.